# Poul Schierbeck
Poul Julius Ouscher Schierbeck (ur. 8 czerwca 1888 w Kopenhadze, zm. 9 lutego 1949 tamże) – duński kompozytor, organista i pedagog.

## Życiorys
W 1906, w trakcie studiów prawniczych, rozpoczął naukę kompozycji u Carla Nielsena i Thomasa Lauba. Studiował także grę fortepianową, organową i dyrygenturę. 
W 1916 został organistą w Skovshoved Kirke w Kopenhadze; stanowisko to sprawował przez 33 lata, aż do swojej śmierci. Od 1931 wykładał kompozycję i instrumentację w Królewskim Duńskim Konserwatorium Muzycznym w Kopenhadze.
Był laureatem nagrody Anckerske Legat (1919) i Lange-Müller Aeresstipendium (1926). W 1947 został przyjęty na członka szwedzkiej Królewskiej Akademii Muzycznej w Sztokholmie.

## Twórczość
Komponował głównie utwory wokalno-instrumentalne, zwłaszcza pieśni inspirowane duńskim folklorem . Napisał ponad 100 pieśni solowych z towarzyszeniem fortepianu, m.in. Den kinesiske fløjte (Chiński flet) (1920) oraz słynną pieśń I Danmark er jeg født do słów Hansa Christiana Andersena uważaną za nieformalny hymn Danii.
We wczesnym okresie twórczości Schierbeck był pod wpływem romantycznego stylu Petera Lange-Müllera. Jednak jego późniejsze pieśni, zebrane w cyklu Alverden gaar omkring (Świat się kręci) (1938) mają już wyraźny folklorystyczny idiom typowy dla jego nauczycieli – Nielsena i Lauba . 
Oprócz piosenek artystycznych skomponował cenny materiał do duńskich śpiewników dziecięcych . Popularnym utworem Schierbecka jest jego Kantate ved Københavns Universitets Immatrikulationsfest (kantata immatrykulacyjna), która co roku rozbrzmiewa w trakcie uroczystości na Kopenhaskim Uniwersytecie .
Wśród jego kompozycji są także dwie opery, utwory symfoniczne, kameralne, instrumentalne oraz muzyka filmowa i ilustracyjna do przedstawień teatralnych .

## Wybrane kompozycje
(na podstawie materiałów źródłowych )

### Opery
- Fête galante op. 2, libretto M. Lobedanz, 1923–1930, (wyst. Kopenhaga 1931)
- Tiggerens opera (wg Opery żebraczej J. Gaya i C. Pepuscha), op. 36, 1936

### Utwory orkiestrowe i kameralne
- Symfonia, op. 15, 1916–1921
- Natten, op. 41, na fortepian i orkiestrę, 1938
- Capriccio, op. 53, na kwintet dęty, 1941–1941
- Andante doloroso, op. 57, na orkiestrę smyczkową, 1942

### Utwory chóralne
- Kantate og akademiske festmusik ved Københavns Universitets Immatrikulationsfest, do słów H.H.S. Pedersena, op. 16–17, na chór męski, instrumenty smyczkowe i fortepian, 1922
- Hverdagskantate, kantata do słów A. Garffa, op. 38, na 4 głosy solowe (SATB) i orkiestrę, 1937
- Lille kirkekantate, kantata do tekstów biblijnych, op. 52, a 4 głosy solowe (SATB), 1940
- 17 innych kantat
- 110 innych utworów chóralnych

### Pieśni na głos i fortepian
- Fjerne melodier, słowa T. Lange, op. 1, 1912
- Den kinesiske fløjte [Chiński flet], słowa E. Frank, op. 10, 1920
- cykl Nakjaelen, słowa M. Børup, op. 14, 1921
- cykl Alverden gaar omkring (Świat się kręci), op. 42, 1938
- Häxa (Czarodziejka), słowa E.A. Karlfelt, na sopran, organy i orkiestrę, 1939
- ponad 100 innych pieśni

### Utwory instrumentalne
- To fantastiske etuder (Dwie etiudy fantastyczne), op. 4, na fortepian, 1913–1914
- Sonata G-dur, op. 5, na fortepian, 1915
- To Valse (Dwa walce), op. 7-8, na fortepian, 1915
- 13 utworów na instrumenty klawiszowe
- 33 preludia na organy

## Muzyka filmowa
- Mødrehjaelpen (Dobre matki), reż. Carl Theodor Dreyer, 1942
- Vredens dag (Dzień gniewu), reż. Carl Theodor Dreyer, 1943
- Ordet (Słowo), reż. Carl Theodor Dreyer, 1955